# Сьйофн
Сьйофн (давньоскан. Sjǫfn) — богиня кохання та дружби в германо-скандинавської міфології. Згадується в  «Молодшій Едді»,що датується XIII століттям Сноррі Стурлусона, також відома у трьох кеннінгах, що містять її ім'я в скальдичній поезії. Існує кілька теорій про функції цієї богині.

## Місце в пантеоні
У розділі 35 «Видіння Гюльві» (перша частина «Молодшої Едди», датується приблизно 1220 роком) Високий (тобто Одін) коротко розповідає про 16 богинь-асів. Сьйофн в цьому списку сьома. Високий каже, що вона «направляє розуми людей — як чоловіків, так і жінок — до любові». У розділі 75 «Тули про імена (англ. Nafnaþulur)» (останній частині «Мови поезії» — другій книзі «Молодшої Едди») ім'я Сьйофн включено в список 27 богинь. При цьому саме ім'я Сьйофн включено в три різних кеннінги поняття «жінка».

## Етимологія
Ґрунтуючись на наявній в «Видіння Гюльві» інформації про Сьйофн, Джон Ліндоу (англ. John Lindow) стверджує, що похідне від її імені слово «sjafni», згадується також в «Тулі про імена», має позначати поняття «любов». Вчений також зазначає, що вся наявна у нас інформація про Сьйофн зводиться тільки до вже згаданого їм опису в «Видіння Гюльві». Ліндоу також повідомляє, що деякі вчені вважають ім'я Сьйофн просто ще одним ім'ям богині Фрігг, про яку нам відомо значно більше.
Рудольф Зімек (Rudolf Simek) пише, що Сноррі Стурлусон міг простежити етимологію імені Сьйофн від давньонорвезького слова «sefi» ( «почуття» або, можливо, «відносини»), але при цьому наявна мізерна інформація про цей міфологічний персонаж не дозволяє докладно пояснити функції цієї богині. Крім того, Зімек стверджує, що на підставі наявних згадок і етимології Сьйофн можна охарактеризувати як «богиню шлюбу, любові і любовних відносин», а також що Сьйофн згадується в «Молодшій Едді» серед кількох інших богинь, близьких богиням-матерям з інших міфологій.

## У масовій культурі
Іменем цієї германо-скандинавської богині названий альбом «Sjofn» фінської групи Gjallarhorn, виданий 2000 року. Також під ім'ям Sjöfn виступає фолк-співачка, що живе на Алясці.